# Coppa delle Alpi 1977
La Coppa delle Alpi 1977 è stata la diciassettesima edizione del torneo. Vi hanno partecipato le squadre del campionato francese e svizzero.
Ad aggiudicarsi la competizione fu lo Stade Reims, che vinse per 3-1 la finale disputata contro il Bastia.

## Squadre partecipanti
- Basilea
- Bastia
- Bordeaux
- Losanna
- Lione
- Neuchâtel Xamax
- Stade Reims
- Servette

## Fase a gironi

### Gruppo A
| Squadra #1 | Ris. | Squadra #2 |
| ---------- | ---- | ---------- |
| Basilea    | 2-3  | Bastia     |
| Losanna    | 2-1  | Lione      |
| Losanna    | 1-1  | Bastia     |
| Basilea    | 3-2  | Lione      |
| Basilea    | 0-3  | Bastia     |
| Losanna    | 2-1  | Lione      |
| Losanna    | 0-1  | Bastia     |
| Basilea    | 2-4  | Lione      |

| Squadra    | Punti | G | V | N | P | GF | GS  | DR |
| ---------- | ----- | - | - | - | - | -- | --- | -- |
| 1. Bastia  | 8     | 4 | 3 | 1 | 0 | 8  | -3  | +5 |
| 2. Losanna | 5     | 4 | 2 | 1 | 1 | 5  | -4  | +1 |
| 3. Lione   | 2     | 4 | 1 | 0 | 3 | 8  | -9  | -1 |
| 4. Basilea | 2     | 4 | 1 | 0 | 3 | 7  | -12 | -5 |

### Gruppo B
| Squadra #1      | Ris. | Squadra #2      |
| --------------- | ---- | --------------- |
| Bordeaux        | 0-1  | Servette        |
| Stade Reims     | 4-2  | Neuchâtel Xamax |
| Neuchâtel Xamax | 1-1  | Bordeaux        |
| Servette        | 1-0  | Stade Reims     |
| Bordeaux        | 0-4  | Servette        |
| Stade Reims     | 2-1  | Neuchâtel Xamax |
| Neuchâtel Xamax | 2-4  | Bordeaux        |
| Servette        | 0-8  | Stade Reims     |

| Squadra            | Punti | G | V | N | P | GF | GS  | DR |
| ------------------ | ----- | - | - | - | - | -- | --- | -- |
| 1. Stade Reims     | 7     | 4 | 3 | 0 | 1 | 14 | -4  | +7 |
| 2. Servette        | 7     | 4 | 3 | 0 | 1 | 6  | -8  | -2 |
| 3. Bordeaux        | 3     | 4 | 1 | 1 | 2 | 5  | -8  | -3 |
| 4. Neuchâtel Xamax | 1     | 4 | 0 | 1 | 3 | 6  | -11 | -5 |

## Finale
| Reims 29 luglio 1977                                                           | Stade Reims | 3 – 1 referto | Bastia | Stadio Auguste Delaune (8.000 spett.) |
| \| \| \| \| \| Coste 29’ Gianetta 32’ Bonnec 72’ \| Marcatori \| 88’ Larios \| |             |               |        |                                       |
|                                                                                |             |               |        |                                       |
| Coste 29’ Gianetta 32’ Bonnec 72’                                              | Marcatori   | 88’ Larios    |        |                                       |